# Kiyofumi Nagai
Kiyofumi Nagai, född den 18 maj 1983 i Mino, Japan, är en japansk tävlingscyklist som tog OS-brons i keirincyklingen vid olympiska sommarspelen 2008 i Peking. 